# Predators
Predators è un film del 2010 diretto da Nimród Antal.
La pellicola è il terzo capitolo del franchise di Predator che contava, fino al 2010, due capitoli, Predator e Predator 2, oltre ai due crossover Alien vs. Predator e Aliens vs. Predator 2. In questa pellicola fa la sua comparsa una nuova specie di Predator: essi appaiono più grossi e forti rispetto a quelli degli altri film e sono anche più pericolosi e spietati poiché non si curano del fatto che i nemici siano disarmati.

## Trama
Dopo essere stato precipitato in una giungla, il mercenario americano Royce perde i sensi a causa del cattivo atterraggio. Quando rinviene cominciano a cadere paracadutate altre persone: la soldatessa israeliana Isabel, il medico Edwin, il narcotrafficante messicano Cuchillo, lo Spetsnaz russo Nikolai, il guerrigliero africano Mombasa, il detenuto condannato a morte Stans e il mafioso giapponese della Yakuza Hanzo. Con l'eccezione di Edwin, tutti i presenti sono uomini letali, esperti nell'uso delle armi, eppure sono ignari del luogo e dei motivi della loro presenza in quel luogo. Esplorando la zona, che si scoprirà essere un remoto pianeta artificiale usato come riserva di caccia per prede umane, il gruppo trova il cadavere decomposto di un marine e tracce di una creatura sconosciuta.
Un branco di bestie aliene uccide Cuchillo, mentre gli altri giungono in un accampamento pieno di cadaveri alieni scuoiati e un predator vivo legato a un totem. Compaiono quindi tre feroci Predator (dei quali uno considerevolmente più grande) che attaccano ferocemente e nella colluttazione Mombasa muore cadendo in una trappola. Isabel rivela di aver già sentito parlare dei Predator, in un rapporto dell'unico sopravvissuto di una squadra che in maniera simile fu attaccato in Guatemala nel 1987.
Al gruppo si aggiunge Noland, un uomo sopravvissuto per anni sfruttando la tecnologia aliena, che descrive agli altri le divisioni sociali all'interno della razza aliena e delle rivalità tra singoli membri, diversi fra loro così come i tre mostri inseguitori. L'uomo, evidentemente disturbato, tenta di uccidere gli umani per potersi cibare di loro, ma Royce riesce ad attirare un predator nelle vicinanze che uccide Noland. Nikolai, Stans e Hanzo si sacrificano riuscendo a uccidere due predator.
Edwin rimane ferito da una tagliola e cade in una trappola con Isabel, mentre Royce torna all'accampamento e libera il predator legato al totem, ottenendo in cambio un'astronave diretta sulla Terra, che però viene fatta detonare dal predator dominante che poi ucciderà il predator liberato da Royce. Nel frattempo Edwin ferisce a tradimento Isabel con un piccolo bisturi infettato con una neurotossina che la rende semi conscia e semiparalizzata, rivelando di essere un sadico serial killer (è per questo che è stato scelto anche lui insieme ad altri pluriomicidi).
Royce, sfuggito all'esplosione, smaschera facilmente Edwin e lo "usa" come esca per l'ultimo predator rimasto, coprendolo di esplosivi: il mostro sopravvive all'esplosione e rimane intrappolato in un cerchio di fuoco (ove la sua visuale ad infrarossi è confusa), ma riesce a raggiungere Royce. L'intervento di Isabelle lo salva dalla morte e gli permette di vincere l'ultimo scontro.
All'alba successiva Royce e Isabelle osservano sconfortati il cielo pieno di paracaduti che trasportano le nuove prede: una nuova caccia all'uomo ha inizio, ma con la speranza di tentare una nuova fuga.

## Produzione

### Sviluppo fallimentare
La 20th Century Fox ha tentato invano di proseguire le due saghe fantascientifiche Alien e Predator con episodi a sé, e notizie riguardanti la loro produzione si sono susseguite nel corso degli anni.
Il primo tentativo di produrre un terzo episodio fu mandato avanti dalla Fox nei primi anni '90. Venne chiamato Robert Rodriguez per scrivere un trattamento che si presentasse come un seguito ideale dei due film, e nel quale si prevedeva di ambientare la storia in un pianeta abitato da Predator e formato come una giungla, e per questo nella sceneggiatura fu anche inserito Arnold Schwarzenegger. Rodriguez era interessato all'intero progetto, e nell'attesa di girare Desperado, pensò di andare più avanti del trattamento per trasformare il suo lavoro in un film. Al progetto si interessò anche Alex Young, ma non se ne fece nulla; tra i motivi principali: la stima di una spesa di produzione ammontante a 150 ml $, cifra molto alta per l'epoca, tecnologie cinematografiche ancora arretrate per lo sviluppo integrale del progetto e l'interesse della Fox a produrre Alien vs. Predator, motivo per cui verrà anche cancellato un proposto quinto Alien.
Si parlò di Paul W. S. Anderson alla regia durante un secondo sviluppo di Predator 3. La sceneggiatura avrebbe dovuto ricollegarsi ai due primi episodi: ambientazione in una New York invernale con Dutch protagonista; il finale avrebbe poi lasciato le premesse a un possibile sequel incentrato su una protagonista femminile. La presenza di Dutch poteva preludere a un ritorno di Arnold Schwarzenegger per la parte e difatti si iniziò a vagliare questa ipotesi, ma lo stesso smentì categoricamente la notizia motivandola per gli impegni politici per sostituirlo si sono fatti i nomi del wrestler John Cena, che al riguardo dichiarò di non essere mai stato contattato da nessuno ma che comunque sarebbe stato lieto di partecipare, caso mai. Sylvester Stallone avrebbe dovuto lavorare al film dopo l'uscita di Alien vs. Predator: Requiem, ma la notizia è stata poi smentita. Anche Dwayne Johnson sembrava coinvolto nel progetto, notizia anch'essa negata dal diretto interessato.

### Sviluppo successivo
Negli anni '90, tra i progetti presentati alla 20th Century Fox per proseguire la serie Predator vi fu un trattamento scritto da Rodriguez, prima che si dedicasse a Desperado, all'epoca declinato insieme ad altre proposte. Solo nel 2009 la Fox ne ha preso in opzione i diritti per la produzione del film.
Predator è un capolavoro della fantascienza d'azione. È stato citato così tanto da altri film del genere e persino da videogiochi, che l'idea di rifarci un film così in fretta mi è piaciuta subito.
Quello che vorrei fare è espandere le idee che ho avuto in quel trattamento originale, che esplorava l'universo dei Predators e di altre creature. Ci piacerebbe creare nuovi, incredibili personaggi, senza allontanarci troppo dal tema di Predator.
Penso che un'altra ragione per cui ho chiamato il film Predators è che voglio che sia preso sul serio da un regista di alto livello che ne faccia un sequel valido: proprio come fece James Cameron con Aliens, che è un film di valore, seguito dell'Alien di Ridley Scott.»
Il reboot è stato annunciato ufficialmente il 23 aprile 2009 ad una conferenza stampa in Texas, incentrata sul futuro dei Troublemaker, dal produttore Robert Rodriguez intenzionato a riavviare la serie, e che è stato confermato come produttore delegato per la 20th Century Fox in associazione con i Troublemaker Studios (la sua casa cinematografica). Rodriguez si è occupato della produzione in concomitanza ad altri suoi progetti quali Machete e Nervewrakers, e successivamente Elizabeth Avellan è stata ingaggiata per affiancarlo come produttrice di Predators. A un giorno dall'annuncio, il copresidente di produzione della Fox, Alex Young, ha dato semaforo verde al progetto dopo aver visionato un abbozzo di sceneggiatura scritto da Rodriguez negli anni '90 proprio per un terzo episodio.
In modo da "proteggere" il riavvio e prendere le distanze dalla serie Alien vs. Predator, Rodriguez ha preferito mantenere gran parte dell'autonomia sulla produzione sotto i Troublemaker piuttosto che la 20th Century Fox.
In concomitanza con lo sviluppo di Predators, il coamministratore delegato per la Fox, Eric Rothman, ha presentato l'eventualità di produrre un quinto Alien ma solo in caso di una partecipazione di Ridley Scott, e comunque a rischio di nuova cancellazione o sviluppo tardivo vista la priorità di riavviare la serie Predator.
Inizialmente era previsto Rodriguez alla regia, che però ha declinato l'invito preferendo dedicarsi alla sceneggiatura e al coordinamento della produzione. Per trovare un regista viene quindi aperto il casting diretto da Rodriguez, che mette in candidatura per il posto sette nomi tra cui spiccano Neil Marshall, Bill Duke (che fu nel cast del primo Predator, Marcus Nispel, Michael J. Bassett, Darren Lynn Bouseman e Nimród Antal, quest'ultimo confermato dopo che Rodriguez stesso ha visionato personalmente il suo ultimo film, Armored, e considerarlo un promettente regista di film d'azione.
Rodriguez ha dichiarato come per il nuovo film non si baserà su quelli che considera dei "cattivi seguiti": Alien vs. Predator, Alien vs. Predator: Requiem e Predator 2, incentrandosi sul reboot come se fosse quindi un soggetto nuovo ed indipendente dai precedenti episodi.

#### Sceneggiatura
Ai primi di maggio, Alex Litvak fu incaricato della scrittura della sceneggiatura; per farlo, si ispirò al trattamento originale di Rodriguez che prevedeva la presenza di un gruppo militare alle prese con delle creature aliene, in modo che il film si ponesse come una sorta di sequel del primo e smentendo nel frattempo la possibilità di vedere Rodriguez alla regia visti i numerosi progetti cui già concorreva.
La stesura fu ultimata agli inizi di giugno e fu giudicata adempiente al trattamento originale ma con un'inedita aggiunta di violenza. Poco tempo dopo iniziò il processo di rimaneggiamento per mano di Rodriguez e Michael Finch, che terminò, poi, circa un mese dopo, il 12 luglio 2009. La sceneggiatura ultimata aveva una lunghezza complessiva di 90 pagine, e Latino Review, che fu il primo sito web a poterla recensire, la definì molto violenta tanto da annunciare con certezza la probabilità di un visto censura "hard-R" (ultra-restrittivo) conseguente alle forti atmosfere di violenza e sanguinolente, di gran lunga superiore a un VM 13.

#### Cast
Dopo che nella prima versione della sceneggiatura veniva ritrattato il personaggio Dutch come protagonista, si è parlato di un possibile ritorno di Arnold Schwarzenegger - che lo interpretò nel primo film. Le notizie concernenti il coinvolgimento dell'ex attore come protagonista o in una parte facente da ponte reboot-sequel furono inizialmente smentite ma Rodriguez confermò in seguito d'averlo effettivamente contattato perché interessato a rivolerlo nell'iconico ruolo.. Si parlò dell'apparizione in un cameo dopo che un'apparizione fu inserita appositamente nella sceneggiatura ma in definitiva non fu coinvolto.
Si parlò anche di Danny Glover per riprendere il ruolo interpretato in Predator 2, ma l'attore in un'intervista smentì la cosa.
Danny Trejo è stato il primo membro del cast artistico a confermare l'ingaggio, tramite un'intervista, per un ruolo da coprotagonista, Cuchillo, un narcotrafficante messicano, e che non appena avrà finito di lavorare alle riprese si dedicherà a Sin City 2, altro progetto di Rodriguez in stallo da alcuni anni. Topher Grace, noto per essersi immedesimato come Venom in Spider-Man 3 è entrato in negoziati per un ruolo da definire. La lista completa dei principali interpreti è stata pubblicata dal blog Heat Vision il 6 ottobre: Adrien Brody è Royce il protagonista, seguito da Alice Braga, Mahershala Ali, Walton Goggins e Oleg Taktarov. Louis Ozawa Changchien interpreta Hanzo, un pistolero temuto e rispettato della yakuza con eccellenze anche con l'uso della spada. Derek Mears ha confermato in un'intervista a Shock Till You Drop di partecipare al film, lasciando in forse il suo coinvolgimento dietro il costume da Predator e non tra i protagonisti. Laurence Fishburne è stato confermato nel ruolo di Roland, un personaggio «un po' ombroso, folle, solitario, con un carattere piuttosto logoro». Prima che venisse confermato Fishburne, si è parlato di Jean-Claude Van Damme (che fu preso in considerazione per il cacciatore alieno in Predator, prima che il concept del personaggio fosse cambiato) e Bruce Willis sempre per una parte nel film.

#### Riprese
In accordo con quanto dichiarato da Rodriguez ed Harry Knowles, la lavorazione si svolse al 60% negli Austin Studios di proprietà Troublemaker cosicché si potessero sfruttare le agevolazioni fiscali sulle produzioni cinematografiche fornite dallo stato del Texas e consentirgli nel contempo di scegliere in parte quali scene fosse meglio riprendere e quali altre scartare.
Il bollettino iniziale della lavorazione prevedeva una durata totale delle riprese di 53 giorni: inizio il 28 settembre ai Troublemaker, proseguimento dal 1º novembre per un periodo di 22 giorni, su un totale dei 18 giorni inizialmente previsti, a Kolekole e nella costa Hamakua (Hawaii) per rendere al meglio i panorami lussureggianti e le giungle previste in sceneggiatura, avendo scelto di utilizzare in modo limitato la grafica computerizzata.
Antal adottò poca grafica computerizzata per le riprese, scegliendo di usare poco i green screen preferendo che fossero gli attori a indossare i costumi dei Predators.
Le riprese terminarono la seconda settimana del gennaio 2010.

#### Post-produzione
Gli effetti speciali furono curati dal KNB Effects Group, anche se Rodriguez dichiarò di non ritenere utile troppa grafica computerizzata in favore di più riprese tradizionali a costo di spendere più ore di lavoro; la stessa società si occupò della realizzazione dei Predators e in precedenza aveva lavorato al film originale. Howard Berger, capo della KNG, è stato incaricato a capo dell'aspetto dei Predator e per farlo si è basato su delle bozze usate da Stan Winston per il film originale, dichiarando che «è stato fantastico tornare indietro nella serie di film, non essendo stato coinvolto in alcuno dei sequel. È stato grandioso anche poter rifare quello che fece Stan Winston». I concetti artistici delle creature sono stati definiti fantastici da Berger, che commentandoli ha fatto notare come abbia voluto mantenere lo stile del film originale.
Il film entrò in piena postproduzione nel marzo 2010.

## Colonna sonora
Per la realizzazione della colonna sonora si parlò inizialmente di Alan Silvestri, colui che fu autore delle musiche del Predator originale, ma nel febbraio 2010 fu annunciato l'ingaggio di John Debney, già collaboratore con Rodriguez per le musiche di Spy Kids e Sin City.

## Promozione
Al SXSW Film Festival di Austin fu mostrata la prima locandina promozionale, e il 12 marzo 2010 alle 22 e 15 una prima anticipazione con scene inedite tratte dalle riprese. Il giorno dopo fu mostrato al pubblico del festival il primo trailer, annunciando che sarebbe stato allegato il 19 marzo alle copie di Repo Men, e una seconda versione più estesa e lavorata.
Il 19 marzo fu pubblicato in rete il primo trailer ufficiale, disponibile anche in versione sottotitolata in italiano. La versione doppiata in italiano fu invece caricata in rete nella pagina di YouTube della 20th Century Fox il 17 aprile.
A pochi giorni dal 14 luglio 2010, giorno di uscita nelle sale cinematografiche italiane del film, è stato distribuito un nuovo e più violento trailer di Predators.

## Distribuzione
A un giorno dall'annuncio di produzione (23 aprile 2009), Alex Young, presidente delle produzioni 20th Century Fox, ha fissato al 7 luglio 2010 la data di distribuzione cinematografica statunitense, data posticipata qualche giorno dopo al 9 dello stesso mese e in seguito rimessa al 7 del mese.
Il 3 marzo 2010 fu annunciato che un "primo sguardo" al film sarebbe stato dato nel corso del SXSW Film Festival di Austin (Texas), il 12 marzo alle 22 e 15, per la felicità di Rodriguez e Antal nella scelta di mostrare l'opera proprio nella città prediletta da Rodriguez. Il filmato mostrato fu un'anticipazione del trailer, corredato da diverse scene del film, dietro le quinte, interviste al regista.

### Censura
Secondo l'attrice Alice Braga, il film avrebbe potuto ottenere un visto censura VM 13 ma a causa di sequenze molto forti sarebbe stato più probabile un R (vietato ai minori).
Al SXSW Film Festival di Austin fu comunicata la decisione della MPAA sul tipo di censura adottata nei confronti del film. In relazione a questa scelta, per il trailer presentato al festival si pensò a un finale in cui la scritta "Predators" veniva tolta via con del sangue per far rimanere solo una "R", ma la MPAA non approvò tale cosa.

## Sequel
Nel 2014, la Fox ha annunciato l'uscita di un sequel del film, diretto da Shane Black, scritto da Fred Dekker e prodotto da John Davis. Il film, intitolato The Predator, è uscito nel 2018.

## Citazioni
- Durante il film, Noland chiama il galeotto Stans "Agente Orange" (riferito al colore della divisa che indossa), citazione del film Le iene di Quentin Tarantino, amico e collega del regista oppure riferimento al noto defoliante usato durante la guerra del Vietnam.
- Lo yakuza Hanzo porta lo stesso nome del mitico fabbricatore di spade samurai di Kill Bill sempre di Tarantino. Inoltre la sua scena finale di duello con Falconer Predator inizia in modo simile a quella di Billy (Sonny Landham) in Predator; a conferma di ciò, il compositore John Debney ha modificato e integrato l'accompagnamento sonoro composto da Alan Silvestri per la scena originale.
- Durante i titoli di coda si sente la stessa canzone ascoltata dalla squadra di Dutch sull'elicottero nel film originale, cioè Long Tall Sally di Little Richard.
- Nello scontro finale tra Royce e Berserker Predator, il protagonista è ricoperto di fango proprio come Dutch nelle fasi finali di Predator; in precedenza infatti Isabelle racconta di come Dutch uccise il suo Predator.